# Nega Mezlekia

Nega Mezlekia

Nega Mezlekia (n. 1958 - ) este un scriitor de origine etiopiană ce scrie în limba engleză. Prima sa limbă a fost amharica dar din 1980 de când locuiește în Canada, vorbește și scrie în engleză.
Nega s-a născut în Jijiga, fiind fiul cel mai mare al lui Mezlekia, birocrat în guvernul imperial.
Nega Mezlekia și-a câștigat celebritatea cu memorialul său „Notes from the Hyena’s Belly” (Note din pântecul hienei), publicat în 2000 și care a câștigat în același an o importantă distincție literară canadiană: Governor General’s Award (Premiul Guvernatorului General)
În 1983 părăsește Etiopia pentru Olanda, unde primise o bursă pentru a face studiile inginerești. Apoi cere azil politic în Canada. Întreaga sa familie pierise în timpul revoluției etiopiene.
Una dintre cele mai bune cărți ale lui Nega Mezlekia este „The God Who Begat a Jackal” (Dumnezeul care a zămislit un șacal).